# Herman Goldstein
Herman Goldstein (* 1931; † 24. Januar 2020) war ein US-amerikanischer Kriminologe, der als Professor an der University of Wisconsin–Madison lehrte. 2018 wurde er mit dem Stockholm Prize in Criminology ausgezeichnet. Er begründete gemeinsam mit O. W. Wilson (Chicago Police Department) das Konzept des problemorientierten Ansatzes für die Polizeiarbeit (problem-oriented approach to policing).
Goldstein, der an der University of Pennsylvania promoviert wurde, verbrachte als Feldforscher zwei Jahre mit der Beobachtung von Polizeieinsätzen als Assistent des Stadtmanagers von Portland (Maine) und arbeitete dann von 1960 bis 1964 mit Wilson in Chicago zusammen, bevor er an die University of Wisconsin-Madison kam.

## Schriften (Auswahl)
- Problem-oriented policing. McGraw-Hill, New York 1990, ISBN 0-07-023694-1.
- Policing a free society. Ballinger Pub. Co., Cambridge (Mass.) 1977, ISBN 0-88410-216-5.